# Eric Shanteau
Eric Lee Shanteau (Snellville, Georgia, 1 de octubre de 1983) es un nadador estadounidense que ganó una medalla de oro en los Juegos Olímpicos de Londres 2012 en 4 x 100 metros combinado y dos medallas de oro como miembro del equipo de relevos en el Campeonato Mundial de Natación de 2009 y 2011.

## Trayectoria
Shanteau fue miembro del equipo de Estados Unidos en los Juegos Olímpicos de Pekín 2008 y Londres 2012, y ganó una medalla de oro como miembro del equipo nacional en el relevo combinado 4 x 100 metros en los Juegos Olímpicos de 2012 en Londres. Shanteau también sostiene el récord del mundo como parte de la American 4 x 100 metros relevo combinado que compitió en el Campeonato Mundial FINA en Roma 2009.